# Terzo canale: Avventura a Montecarlo
Pour plus de détails, voir Fiche technique et Distribution.
Terzo canale: Avventura a Montecarlo est un film italien réalisé par Giulio Paradisi sorti en 1970.

## Synopsis
Un groupe de rock nommé The Trip' veut aller à Monte-Carlo pour participer à un festival de la chanson. 

## Fiche technique
- Titre original : Terzo canale: Avventura a Montecarlo
- Réalisateur : Giulio Paradisi
- Assistant réalisateur : Franco Caduti
- Scénario : Giulio Paradisi - Eddy Ponti
- Image : Gianfranco Romagnoli
- Montage : Giulio Paradisi
- Décors : Mario Molli
- Costumes : Mario Molli
- Genre : Comédie / Film Musical
- Durée : 100 minutes
- Pays : Italie
- Langue : Italien
- Couleur :
- Lieu de tournage : Rome, région du Lazio en Italie
- Date de sortie : 1970
- Visa d'exploitation :

## Distribution
- Marina Occhiena
- Mal Ryder
- Gabriella Giorgelli
- Franco Giacobini
- Pier Ugo Gragnani
- John Bartha
- Nerina Montagnani
- Eddy Ponti
- Sheila : elle y interprète son titre Adios Amor en italien.